# كرستيان فولف (فيلسوف)
كرستيان فولف (المعروف أيضًا باسم فولفيوس؛ مُنح اسم الشرف كرستيان فرايهر فون فولف عام 1745؛ وُلد في 24 يناير عام 1679 - توفي في 9 أبريل عام 1754) كان فيلسوفًا ألمانيًا. كان فولف الفيلسوف الألماني الأكثر شهرة بين لايبنتس وكانت. كان إنجازه الرئيسي هو أعمال كاملة حول كل موضوع علمي تقريبًا في عصره، معتمدًا على طريقته الرياضية الاستنتاجية الاستدلالية، والتي تمثل ذروة التنوير العقلاني في ألمانيا.
وضع فولف أيضًا اللغة الألمانية كلغة للتعليم والبحث العلمي، رغم أنه كتب أيضًا باللغة اللاتينية، حتى يتمكن الجمهور الدولي من قراءة أعماله. كان الأب المؤسس للاقتصاد والإدارة العامة كتخصصات أكاديمية، ركز بشكل خاص على هذه المجالات، إذ قدم المشورة بشأن الممارسات الحكومية، وأكد على الطبيعة المهنية للتعليم الجامعي.

## حياته
وُلد فولف في بريسلاو، سيليزيا (الآن فروتسواف، بولندا)، لعائلة متواضعة. درس الرياضيات والفيزياء في جامعة ينا، وأضاف الفلسفة لاحقًا. في عام 1703، تأهل ليصبح أستاذًا في جامعة لايبتزغ، حيث أعطى محاضرات حتى عام 1706، عندما تعين ليصبح أستاذًا للرياضيات والفلسفة الطبيعية في جامعة هاله. بحلول هذا الوقت كان قد تعرف على لايبنتس (تبادل الرجلان الرسائل البريدية). في هاله، تقيد فولف في البداية بالرياضيات، لكن عند مغادرة زميل له، أضاف الفيزياء، وسرعان ما شمل جميع التخصصات الفلسفية الرئيسية.
ومع ذلك، بدت الأفكار التي قدمها فولف في الفلسفة العقلانية إلحادية بالنسبة لزملائه اللاهوتيين. كانت جامعة هاله مقرًا لحركة التقوية المسيحية، التي فرضت، بعد صراع طويل مع الدوغماتية اللوثرية، أفكار الأرثوذكسية الجديدة. كان هدف فولف المزعوم هو بناء الحقائق اللاهوتية على بعض الأدلة الرياضية. اندلع الصراع مع أنصار حركة التقوية علنًا في عام 1721، عندما ألقى وولف خطابًا، بمناسبة تنحيه عن منصب نائب رئيس الجامعة «حول الفلسفة المنطقية للصينيين»، وأشاد فيه بنقاء المبادئ الأخلاقية لكونفوشيوس، مشيرًا إليها كدليل على قدرة العقل البشري على الوصول إلى الحقيقة الأخلاقية بجهوده الخاصة.
في 12 يوليو عام 1723، عقد وولف محاضرة للطلاب والقضاة في نهاية فصله الأخير كنائب رئيس جامعة. قارن وولف، استنادًا إلى كتب المبشرين الفلمنكيين فرانسوا نويل (1651-1729) وفيليب كوبليت (1623-1693)، بين موسى والمسيح ومحمد مع أفكار كونفوشيوس. وفقًا لفولتير، كان الأستاذ أوغست هيرمان فرانكي يدرس في فصل دراسي فارغ، لكن فولف جذب نحو 1000 طالب لمحاضراته من جميع أنحاء العالم. واتُهم فولف لاحقًا من قبل فرانك بالإيمان بالقضاء والقدر والإلحاد.
عندما توفي وولف في 9 أبريل عام 1754، كان رجلًا ثريًا للغاية، ويعزى ذلك غالبًا إلى دخله من أجور المحاضرات والرواتب وحقوق التأليف. كان أيضًا عضوًا في العديد من الأكاديميات، وربما كان أول عالم أُعطي لقب بارونًا للإمبراطورية الرومانية المقدسة تكريمًا لعمله الأكاديمي. كانت مدرسته، فولفيانز، أول مدرسة تشارك أعمال فيلسوف ألماني. سيطرت على ألمانيا حتى بروز الفلسفة الكانتية.

## فلسفته
أعاد كريستيان فولف تعريف الفلسفة بأنها علم الأمر الممكن، وطبقها في مسح شامل للمعرفة الإنسانية ضمن تخصصات عصره. تميزت الفلسفة الفولفية بإصرارها الملحوظ والدائم على العرض الواضح والمنهجي، مع الحفاظ على الثقة في قوة العقل لتأطير كافة المواضيع ضمن هذا النموذج. تميز بكتابة نسخ عن أعماله باللغتين اللاتينية والألمانية. سيطرت تعاليم فولف بلا منازع على ألمانيا حتى الثورة الكانتية، وحتى بعد ذلك، بقي فولف أحد أهم الفلاسفة من الأراضي الناطقة باللغة الألمانية.
تنقسم الفلسفة العملية إلى الأخلاق والاقتصاد والسياسة. يصب مبدأ فولف الأخلاقي في تحقيق الكمال البشري؛ وهو الكمال الذي يمكن للإنسان أن يحققه بشكل واقعي في العالم الذي نعيش فيه. ربما كان مزيج التفاؤل التنويري والواقعية الدنيوية هو ما جعل وولف ناجحًا جدًا ومعروفًا كمدرس لرجال الدولة وقادة الأعمال المستقبليين.

## وصلات خارجية
- كرستيان فولف على موقع الموسوعة البريطانية (الإنجليزية)
- كرستيان فولف على موقع إن إن دي بي (الإنجليزية)
- أعمال أو نبذة عن كرستيان فولف على أرشيف الإنترنت